# Bokashi (censuur)

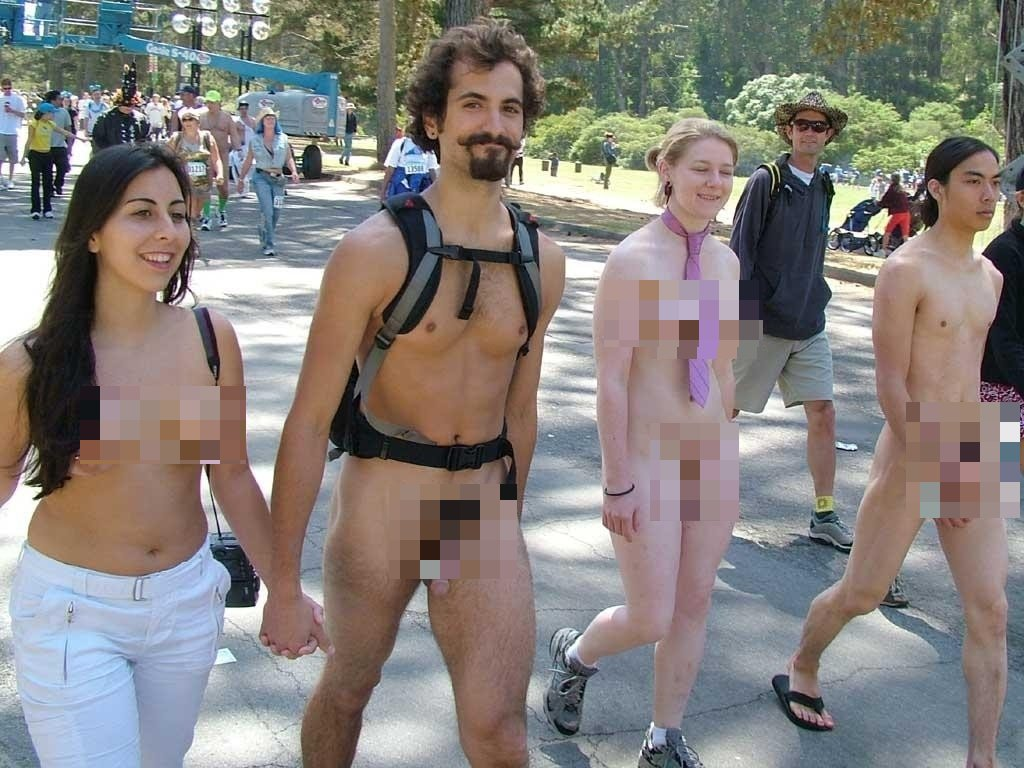
Een Amerikaans equivalent van een gebokashiede afbeelding

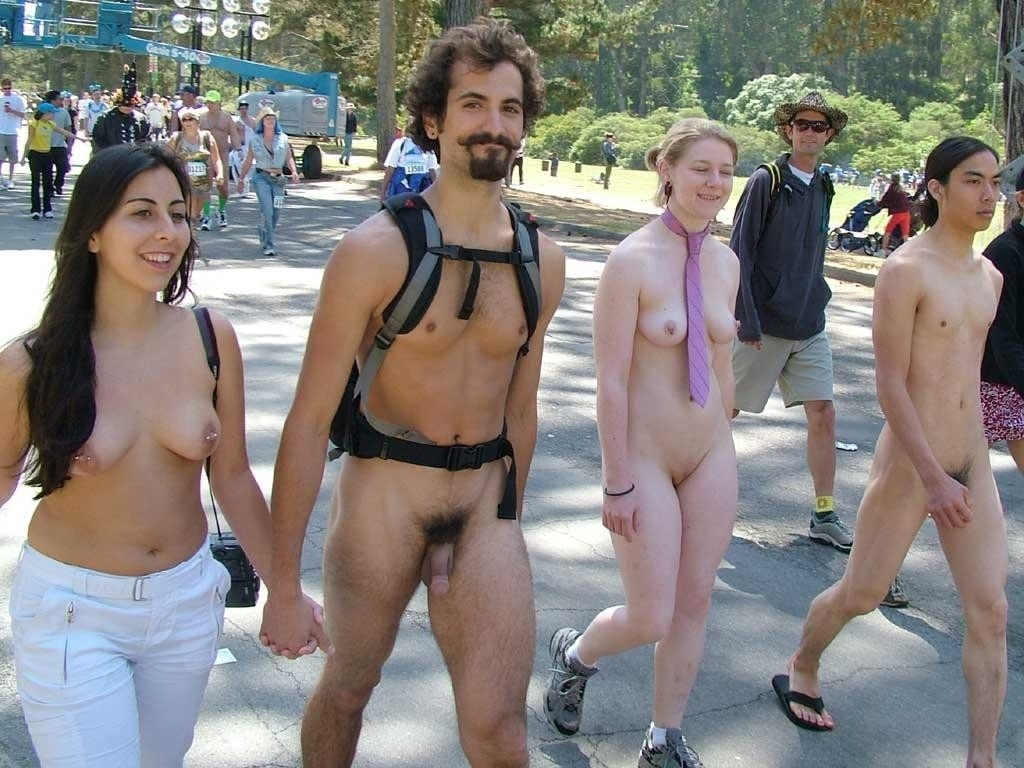
De ongecensureerde versie

Bokashi (Japans: ぼかし) is een in Japan veel toepaste vorm van censuur, waarbij genitalia op pornografische afbeeldingen wazig gemaakt worden. Ingevolge de Japanse wetgeving aangaande pornografie is het au naturel afbeelden van geslachtsdelen en penetratie verboden. Om voor de consument toch niet al te veel aan de verbeelding over te laten worden in nagenoeg alle films en fotografie waarin schaamhaar en primaire geslachtsorganen te zien zijn deze wazig gemaakt of gepixeliseerd.
De eerste film waarbij dit procedé werd toegepast was de film Jag är nyfiken – en film i gult van Vilgot Sjöman, die in 1970 op deze wijze aangepast op het filmfestival van Osaka te zien was. Een andere bekende toepassing was in de verfilming van 1984 door Michael Bradford. Deze dreigde na deze behandeling de vertoning van zijn film in Japan te verbieden.

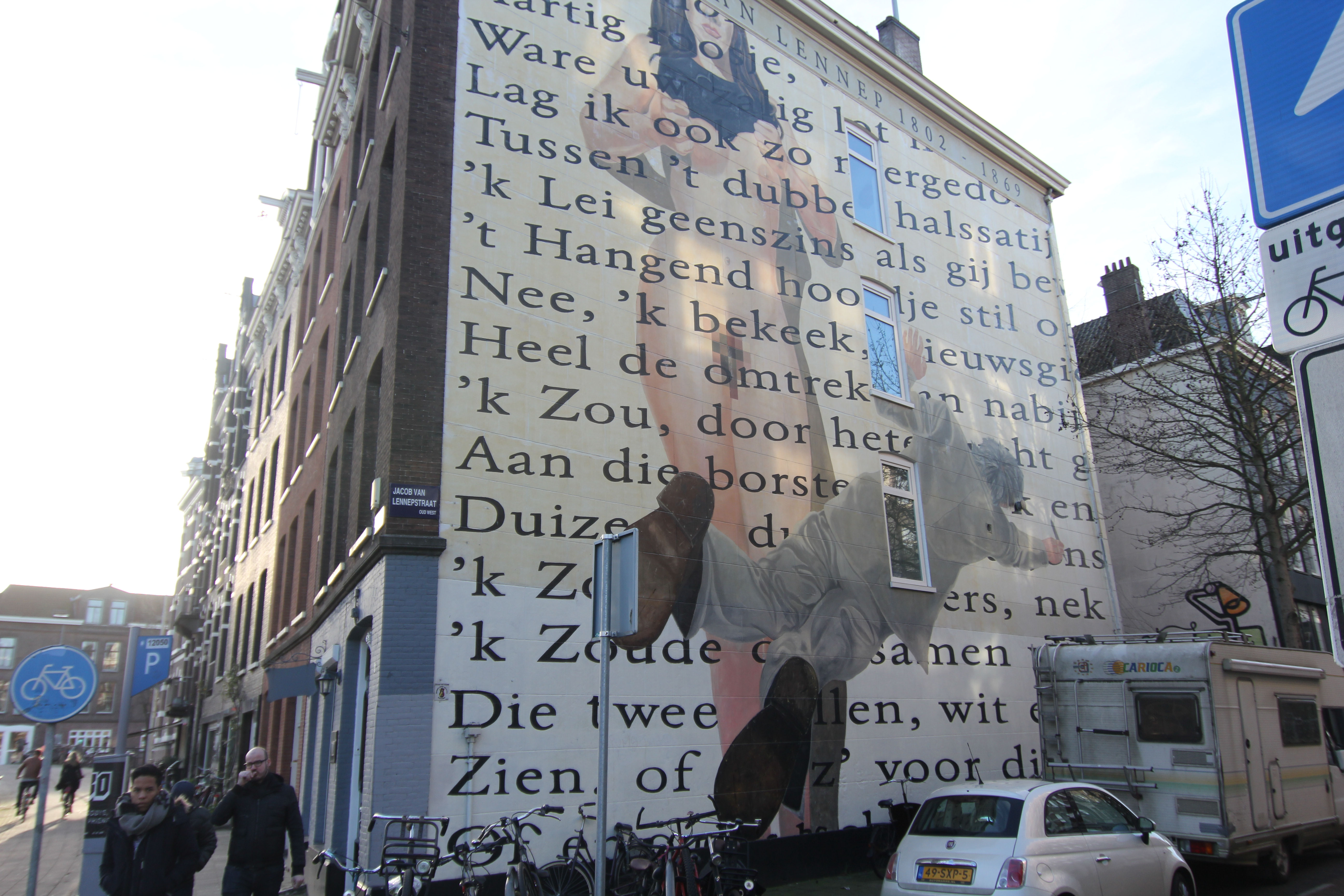
Het kunstwerk Roosje van de kunstenaar Rombout Oomen in de Jacob van Lennepstraat te Amsterdam, waarvan de vulva na klachten van omwonenden gebokashied is.